# Мирни преговори между Русия и Украйна

## Предистория на конфликта
През 1994 независимостта на Украйна е международно призната, включително и от Русия. Руската Федерация обещава да бъде гарант за териториалната цялост на Украйна, а в замяна Украйна предава над 1900 ядрени бойни глави на Русия; освен това на 5 декември 1994 г. Украйна се присъдинява към Договора за неразпространение на ядрено оръжие. Същевременно Украйна подписва декларация, че няма да се стреми към членство в НАТО, а освен това остава в ОНД (през 2019 Украйна напуска ОНД). През януари 2008 Украйна започва да се стреми към членство в НАТО. Това обтяга отношенията между двете държави. След Евромайдана напрежението между двете държави ескалира. На 18 февруари 2014 Русия окупира Крим и го анексира, а през 2015 – подкрепя сепаратизма на Донбаската народна република (ДНР) и Луганската народна република (ЛНР)

## Нормандски формат и Мински споразумения
Постепенно през 2014 започват да текат преговори в т.нар Нормандски формат – Германия, Франция, Русия, Украйна ̈(Франция и Германия са посредници̠.) Формата е наречен така, защото държавните глави се срещат по повод годишен юбилей от Десанта в Нормандия и използват момента, за да проведат преговори. След продължителни разговори в Минск, Беларус, споразумението е подписано на 5 септември 2014 г. от представители на Тристранната контактна група и, без признаване на техния статут, от тогавашните лидери на самопровъзгласилата се Донецка народна република (ДНР) и Луганската народна република (ЛНР). Това споразумение е резултат от множество предишни опити за спиране на боевете в региона и има за цел да приложи незабавно прекратяване на огъня. До края на 2015 година се осъществяват пет срещи между Ангела Меркал, Франсоа Оланд (по-късно – Емануел Макрон), Владимир Путин и Петро Порошенко. между 2016 и 2019 преговорите са в застой. Поради продължаващата пандемия от COVID-19 през 2020 Нормандският формат не се събира. Все пак той не е напълно безполезен, защото се стига до Минските споразумения, с помощта на които е постигнато примирие между Руската федерация и Украйна 

## Агресия на Русия през 2022 г. и проект на мирно споразумение в Инстанбул (април – май 2022 г.)
В хода на руско-украинската война са правени опити за мир. На всички опити за преговори от Кремъл отговарят, че няма да има такива докато украинците не свалят оръжие (т.е. не капитулират) През месеците април и май 2022 в Инстанбул е изготвен мирен проектодоговор. Впоследствие Зеленски отказва да го подпише. Давид Арахамия, ръководител на фракцията „Слуга на народа“ във Върховната рада на Украйна, дава интервю за телевизионния канал 1+1 и твърди, че Борис Джонсън се е намесил на 9 април, проваляйки договор. Впоследствие Джонсън отхвърля тези обвинения

### Основни положения на проектодоговора от Инстанбул
Според проекто-договора Украйна получава забрана да влиза във военни съюзи срещу Русия (НАТО) Също така Украйна получава забрана за чужди войски, чужда военна техника или чужди военни учения на своя територия, както и да закупува или създава ядрени ракети, Русия си задържа Крим, впоследствие ще преговаря допълнително за ДНР и ЛНР (оттогава насам Песков често изказва гласно съждения, че има нови териториални реалности и светът трябва да признае окупираните територии за руски); Руската федерация изявява желание ВСУ да бъде смалена от 1 000 000 души до (максимум) 85 000 човека; Според руските виждания на Украйна ѝ се забранява да има ракети с обсег над 40 км, редуцира се и артилерията (до 342 танка), флотата, авиацията и пр. Проекто – мирното споразумение предвижда руският да стане втори държавен език. Фашизмът трябва да бъде забранен със закон, Украйна да бъде денацифицирана, а пронацистките сили – отстранени (евреинът Зеленски е смятан от Кремъл за нацист; дори за кратко се появява заповед за ареста му на сайта на Министерство на вътрешните работи в Русия) Путин изявява желание да не се търси отговорност на руски военни за военни престъпления В замяна Русия предлага изтегляне от Черниговска и Сумска област, както и да не пречи на членството на Украйна в ЕС. Друга идея на този проектодоговор е постоянните членки на ООН (САЩ, Русия, Китай, Великобритания, Франция) да станат страни-гаранти. Русия си запазва правото на вето спрямо военна намеса на Запада, а и държи да включи Беларус като страна гарант; също така Русия не гарантира неделимостта на ДНР и ЛНР освен това Русия желае санкциите срещу нея да паднат. Договорът е счетен за неприемлив от правителството в Киев. Украинското правителство не подписва договора, въпреки че той е парафиран от Кремъл. Периодично от Кремъл подновяват условията и настояват, че Украйна трябва да капитулира, а страните от ЕС и НАТО да признаят новите териториални реалности и да денацифицират Украйна.

#### Спорни клаузи
Украинското правителство не е готово за подобно драстично орязване на войските си (напр. украинското правителство иска да запази поне 250 000 души численост на армията си.) Също така условието Украйна да изтегли войските си, от Донецка, Луганска, Херсонска и Запорожка области, и да признае тези територии (както и Крим) за руски е счетено за неприемливо от правителството в Киев Освен това идеята, че Русия ще има право на вето върху военна намеса на т.нар. страни – гаранти е счетена за неприемлива. Зеленски все пак е готов да приеме неутрален статут на Украйна (т.е. да не е член на НАТО), но с условието че неделимостта на Украйна ще бъде гарантирана, а предложението бъде прието на референдум и впоследствие – ратифицирано от украинският парламент.

## Намеса на Виктор Орбан през юли 2024 г. Опит за мирно споразумение
На 01 юли 2024 Унгария става ротационен домакин на ЕС. Тъй като Виктор Орбан подкрепя Владимир Путин, то на 05 юли 2024 унгарският премиер отива в Русия, където обсъжда с Вл. Путин „мирен план" По същество този план повтаря проекто-договорът в Инстанбул. Всички страни в ЕС реагират бурно, като отбелязват че Орбан не е упълномощен за такива преговори; както и че има взето решение на ЕС и то трябва да се спазва. Някои от представителите на държави в ЕС дори предлагат да се отнеме домакинството на Унгария. Въпреки това в идните дни Виктор Орбан представя на европейските лидери концепция за мирен план, която представя руските ултиматуми. Този „мирен план“ не е обсъждан. Нещо повече – на 18 юли 2024, когато Урсула фон дер Лайен е преизбрана за председател на ЕК тя напада остро Виктор Орбан за неговата саботьорска политика

## Мирен план на Доналд Тръмп

### Предварителен мирен план (февруари - март 2025 г.)
След като повторно идва на власт Доналд Тръмп започва активен стремеж да наложи мир. За тази цел той оказва натиск върху Украйна да спре боевете. По същество мирният план на Доналд Тръмп се изразява в следнотоː
Украйна и Русия трябва да сключат примирие и да замразят бойните действия по фронтовата линия. В рамките на 100 дни двете държави да се изтеглят назад; Украйна следва да се откаже от членството в НАТО и да изгради буферна зона между себе си и Русия; сигурноста на буферната зона няма да е гарантирана от САЩ, а от ЕС и сини каски на ООН Възстановяването на Украйна (приблизително 500 милиарда долара) ще бъде грижа на ЕС. В същото време Тръмп иска САЩ да получат изключителни концесионни прави върху тежките метали в Украйна. Приемиерът на Великобритания, Киър Стармър и президентът на Франция, Еманюел Макрон, обаче изразяват силно неодобрение към този план

### Преговори в Анкридж, Аляска (16 август 2025)
На 16 август 2025 Доналд Тръмп и Владимир Путин извършват преговори в Аляска По същество е разглеждана идеята окупираната от Русия територия да остане формално в територията на Украйна, но де факто под руско ууправление по модела на Западния бряг; идеята е Запорожката АЕЦ да бъде предадена под управление на САЩ.  Преговорите са двустранни, като идеята е по-късно към преговорите да се присъедини Зеленски. Впоследствие Тръмп решава преди срещата да проведе електронна среща с лидерите в ЕС (т.нар. "коалиция на желаещите")
Междувременно Зеленски и лидерите на ЕС успяват да оформят няколко приоритета:  предварително примирие, което да предшества рамковото споразумение; плащане от Русия на репарации (между 500 милиарда и 1 трилион долара); връщане на отвлечените над 20 000 украински деца и пр. Впоследствие  лидерите на ЕС, както и Вл. Зеленски успяват да убедят Тръмп, че ако такъв план се реализира, че ако се приложи план "територии срещу сигурност" трябва да се искат железни гаранции за териториалната цялост на Украйна. Според Джорджа Мелони, Тръмп подкрепя идеята за гаранции за безопасност за Украйна  въз основата на чл. 5 от Устава на НАТО, но без фактическо членство на Украйна в Алианса  След срещата става ясно, че Тръмп е поставил като отправна точка старите си ултиматуми: Украйна трябва да изведе войските си от целите Донецка и Луганска области, а Русия ще замрази линията на фронта в Херсонска и Запорожка области  и ще   върне на Украйна част от окупирани територии в Сумска и Харковска области. Международната общност  ще признае суверенитета на Русия над Крим. Украйна няма да влиза в НАТО, но се допускат алтернативни гаранции за сигурност.  Руският език трябва да бъде обявен за официален в Украйна, а Украинската православна църква, която е тясно свързана с Москва, трябва да действа свободно. Западът трябва да свали поне част от санкциите срещу Русия. Въпреки уверенията на Тръмп е ясно, че приемането на такъв план би бил фактическа капитулация на Украйна